# 守口宿
守口宿（もりぐちじゅく）は、大坂街道の宿場。現在の大阪府守口市本町1・2丁目、竜田通1丁目、浜町1・2丁目付近にあたる。大坂を出て最初の宿場であり、東海道五十七次として数えると最終の57番目の宿場である。

## 概要
古くから交通の要地であったが、元和2年（1616年）に宿駅に指定された。江戸時代後期の『東海道宿村大概帳』によれば宿場町の長さは南北11町51間。問屋場1・本陣1のほか旅籠が27軒あった。
枚方宿へ3里、大坂へ2里という近さであったため、当初から馬継ぎはなく、人足のみの勤めであった。また淀川に面していながら川舟との連絡がなかったため、淀川舟運の発展につれて次第に貨客を奪われ、宿場の運営に影響を与えた。しかし一方で、清滝街道（現在の国道163号）の分岐点だったこともあり、旅籠や茶屋がたちならぶなどして繁栄した側面もあった。ちなみに守口宿で出された特産品の一つに、守口漬がある（但し、現在と製法はかなり異なる。守口漬参照）。
現在も一部に宿場町の面影を残す家並みが残っている。また街道が淀川左岸の堤防（文禄堤）上にあった様子を見ることができる。

## 最寄り駅
- 京阪本線 守口市駅
- 大阪メトロ谷町線 守口駅

## 隣の宿
枚方宿 - 守口宿 - （大坂・高麗橋）
座標: 北緯34度44分7秒 東経135度33分49秒 / 北緯34.73528度 東経135.56361度